# Haute-contre
Haute-contre är en hög tenortyp som användes inom den franska operan under barocken och wienerklassicismen. Då man inom den franska operan inte ville använda sig av kastrater, blev haute-contre motsvarigheten inom hjälterollerna.
Att jämställa haute-contre med countertenor är inte korrekt. Det anses att en haute-contre sjöng mer talsång, kanske till och med använde sig av falsett för de högsta tonerna. Röstfacket användes huvudsakligen i manliga solistroller, såväl i hjälte- och älskarroller som i komiska partier. Jean-Baptiste Lully skrev åtta av 14 huvudroller för haute-contre. Marc-Antoine Charpentier, som själv var en haute-contre, skrev uteslutande för röstfacket, liksom Rameau och senare Gluck.